# Minettia tucumanensis
Minettia tucumanensis är en tvåvingeart som beskrevs av Malloch 1928. Minettia tucumanensis ingår i släktet Minettia och familjen lövflugor. Inga underarter finns listade i Catalogue of Life.